# Eberhard Päßler
Eberhard Päßler (* 22. Juni 1918 in Dresden; † 5. Juni 1979 in Karl-Marx-Stadt) war ein bedeutender Ingenieur und Inhaber der Eberhard Päßler KG in der DDR. Der Betrieb wurde 1972 enteignet und ging in die VEB Elko Dresden über. Einige der von ihm entworfenen und produzierten Geräte gehören wegen ihrer technischen Innovation und wegen des modernen und zeitlosen Designs zur Sammlung der Pinakothek der Moderne in München und des Deutschen Historischen Museums.

## Leben
Bereits sein Vater, Rudolph Päßler, arbeitete als Techniker. Auch Eberhard Päßler absolvierte ein Studium an der Städtischen Ingenieurschule Dresden, in der Fachschule für Maschinenbau, Feinwerktechnik und Elektrotechnik, das er 1939 als Maschinenbauingenieur abschloss. 
Bei der Geburt seiner  Zwillingstöchter Gertrud und Gudrun 1943 in Lauban (heute Polen) verstarb seine Frau. 
Päßler versteckte sich 1944 in Thüringen, um nicht zum Kriegsdienst herangezogen zu werden. 1945, nach Beendigung des Krieges, zog er wieder nach Dresden. Hier baute er sein gleichnamiges Unternehmen, die Eberhard Päßler KG, auf. 
Gleichzeitig sang er, nach einer Ausbildung bei dem bedeutenden Heldentenor und Kammersänger der Hofoper Dresden, Adolf Löltgen, als Tenor an der Dresdner Staatsoper (damals im Kurhaus Bühlau, die Dresdner Semperoper war ausgebombt). 1955 erwarb der mittlerweile sehr erfolgreiche Unternehmer die repräsentative Villa „Elbhöhe“ auf dem Weißen Hirsch. 1972 wurde er von den Staatsorganen der DDR enteignet. 1978 zog er nach Radebeul. Am 5. Juni 1979 verstarb er, verbittert und verarmt, in einem Krankenhaus in Karl-Marx-Stadt.

## Unternehmen
Eberhard Päßler gründete die Eberhard Päßler KG am 11. November 1945 in einer Baracke an der Williamstraße in Dresden. Hauptsitz des schnell expandierenden Unternehmens war ab Mai 1955 die von Päßler erworbene ehemalige „Saxonia-Mühle und Brotfabrik“ in Dresden-Mickten auf der Kötzschenbroder Straße 9. 
Am 1. 1972 wurde die Firma mit etwa 400 Angestellten enteignet und zum staatlichen VEB ELKO umgewandelt. Dieser Volkseigene Betrieb stellte alle LAVA-Produkte weiter her. Päßler wurde gezwungen, noch drei Monate in seiner ehemaligen Firma zu arbeiten, um die neuen Geräte, die noch vorher von ihm entwickelt wurden waren, produktionsreif zu machen. 
Es folgte ein jahrelanger vergeblicher Kampf um Patent- und Markenrechte. ELKO, und damit die DDR, zahlte weder für seine Patente noch für das auf ihn eingetragene Warenzeichen LAVA.
1981 wurde der VEB Elko Dresden ein Betrieb des Kombinats Präcitronic Dresden, der 1987 dem VE Kombinat Kosora Dresden unterstellt wurde. Im Juli 1990 wurde das Unternehmen entsprechend dem Treuhandgesetz in die Elko GmbH Dresden umgewandelt.

### Produkte
Nach dem Krieg stellte Päßler ab 1945 mit zwei Mitarbeitern einfache elektrische Kochgeräte her. Später wurde die Produktpalette erweitert und die Päßler KG produzierte vor allem elektrische Haushaltsgeräte wie Bügeleisen, Wasserkocher, Herde und Heizgeräte. Mit dem Kauf einiger Zulieferer vergrößerte sich das Unternehmen schnell. Ab 1965 kam es zu einer Absatzkrise, da diese Geräte nicht mehr den internationalen technischen Ansprüchen entsprachen. Päßler konnte die Krise meistern, indem er ab diesem Zeitraum neue Geräte mit modernem Design entwickelte. Diese entsprachen jetzt den internationalen Ansprüchen und machten das Unternehmen wieder wettbewerbsfähig.
Päßler produzierte zwei Produktlinien:

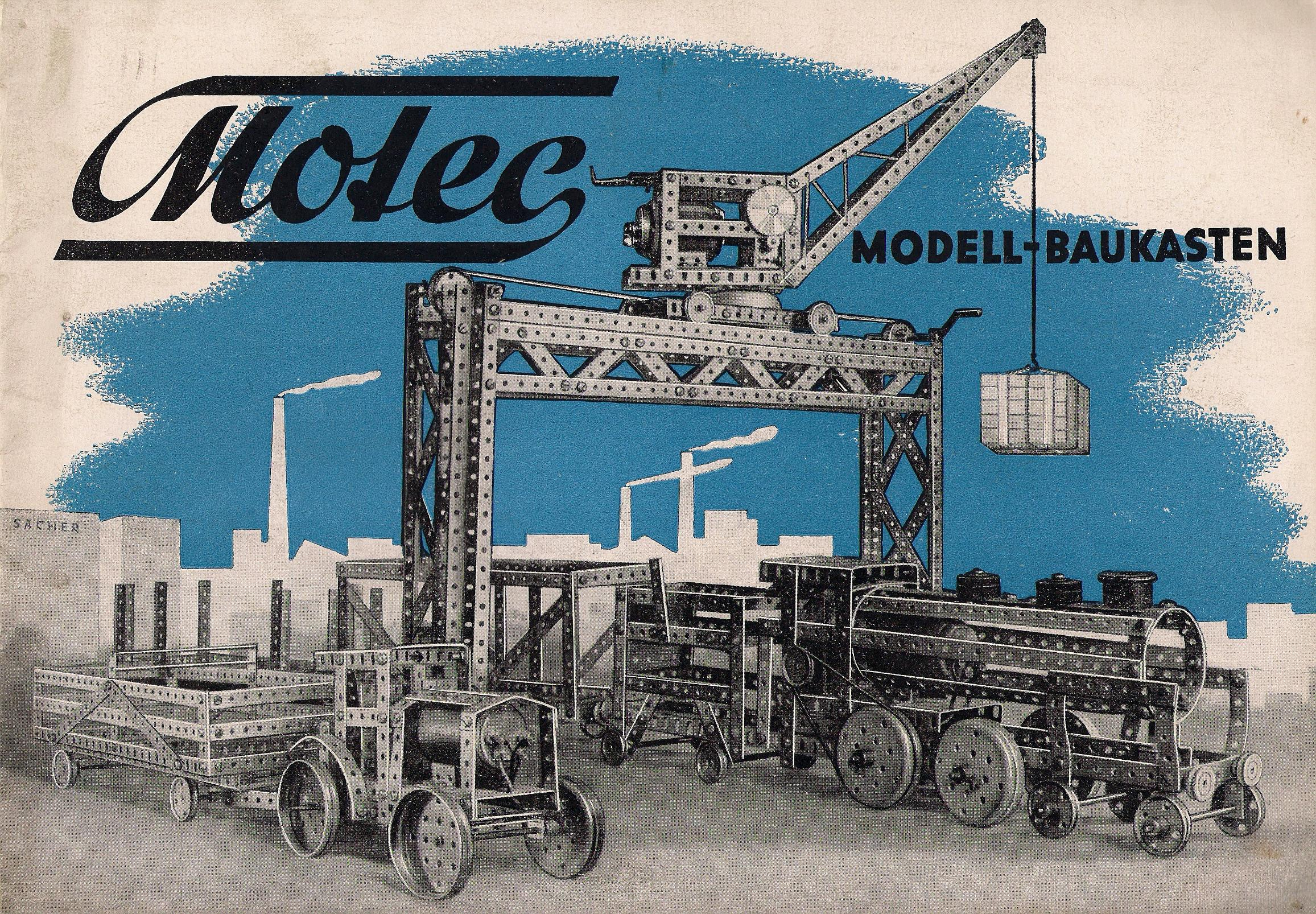
Motec-Modellbaukasten
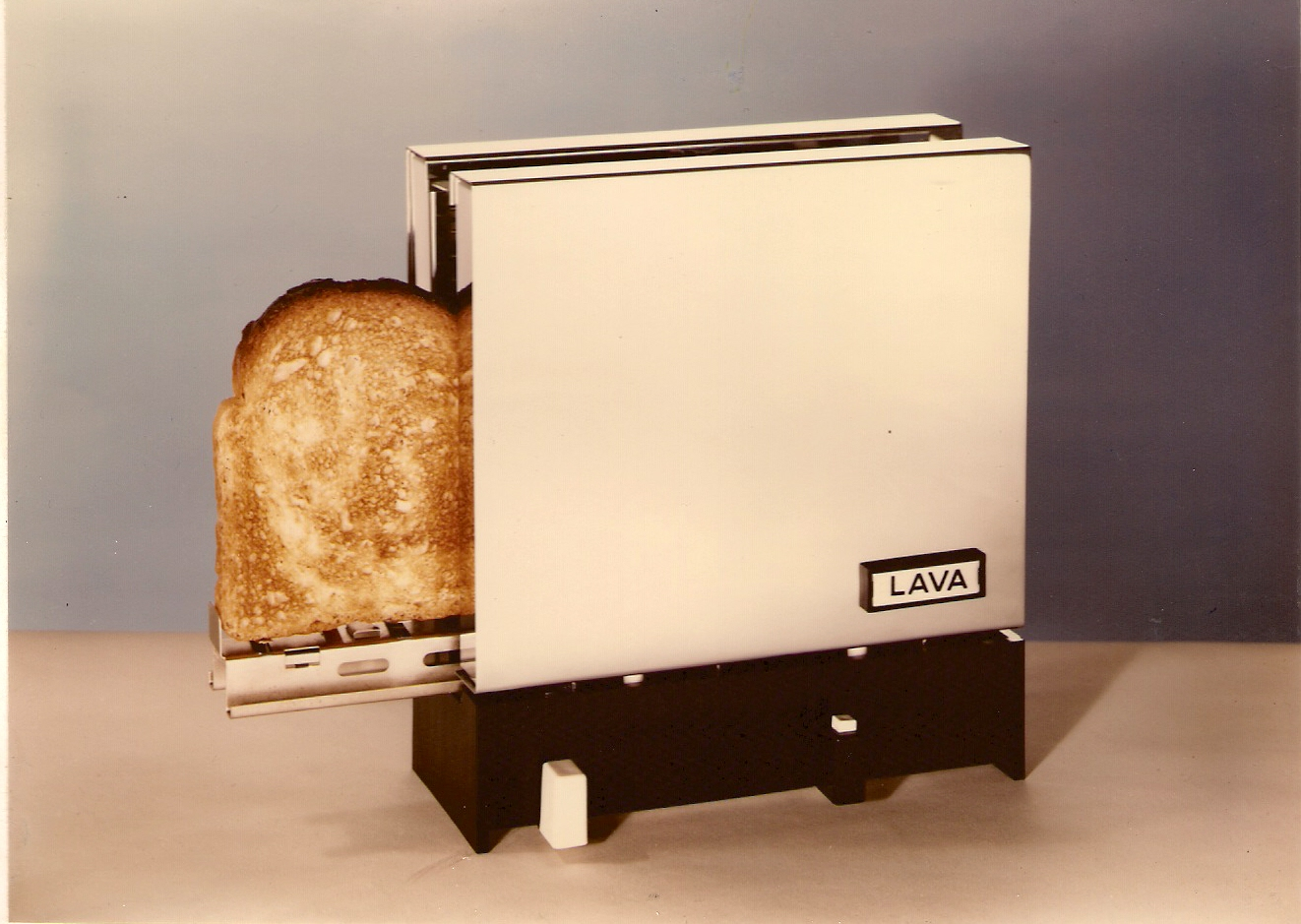
LAVA (T01) Einscheiben-Halbautomatik-Toastgerät
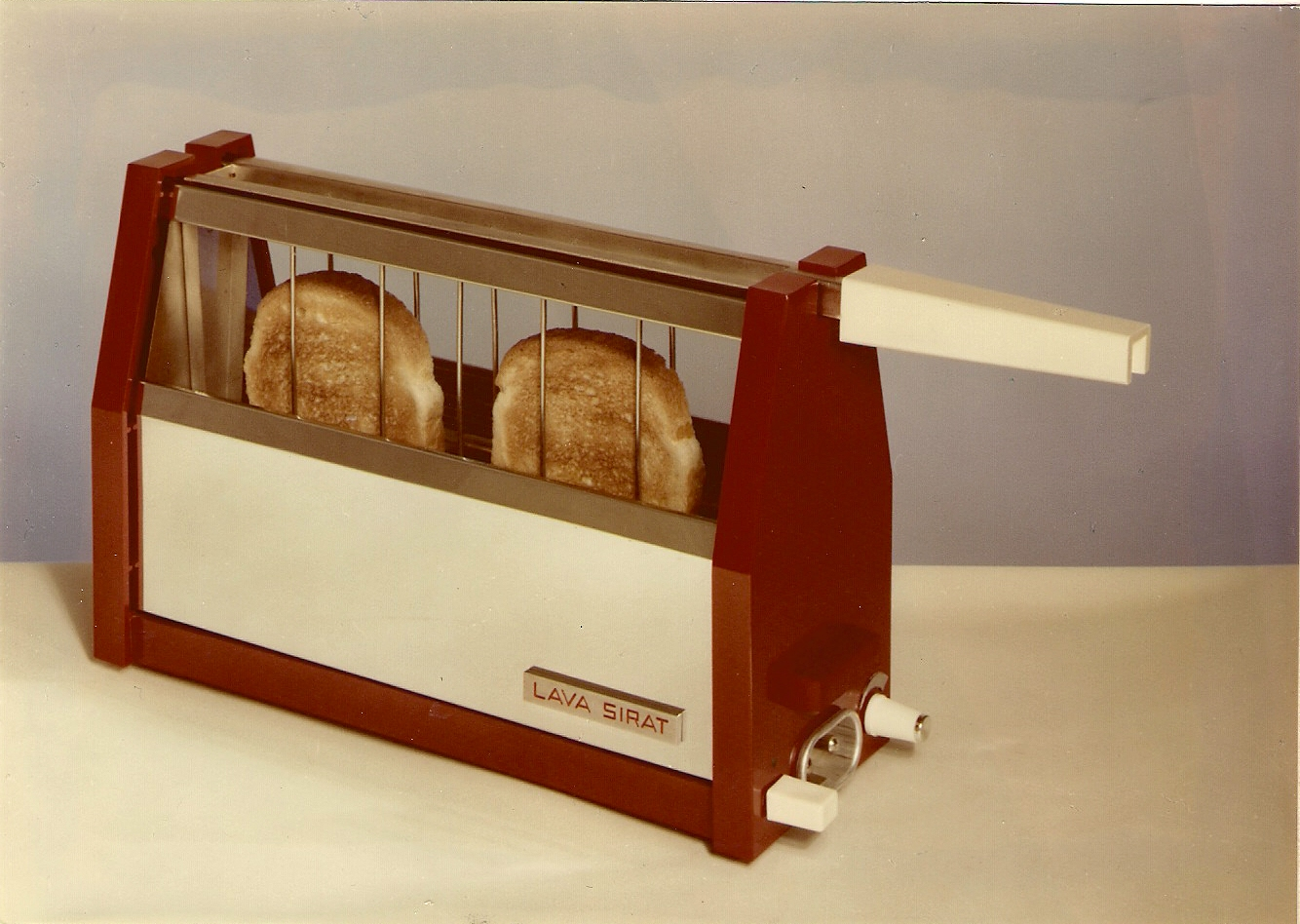
LAVA Sicht-Rapid-Toaster
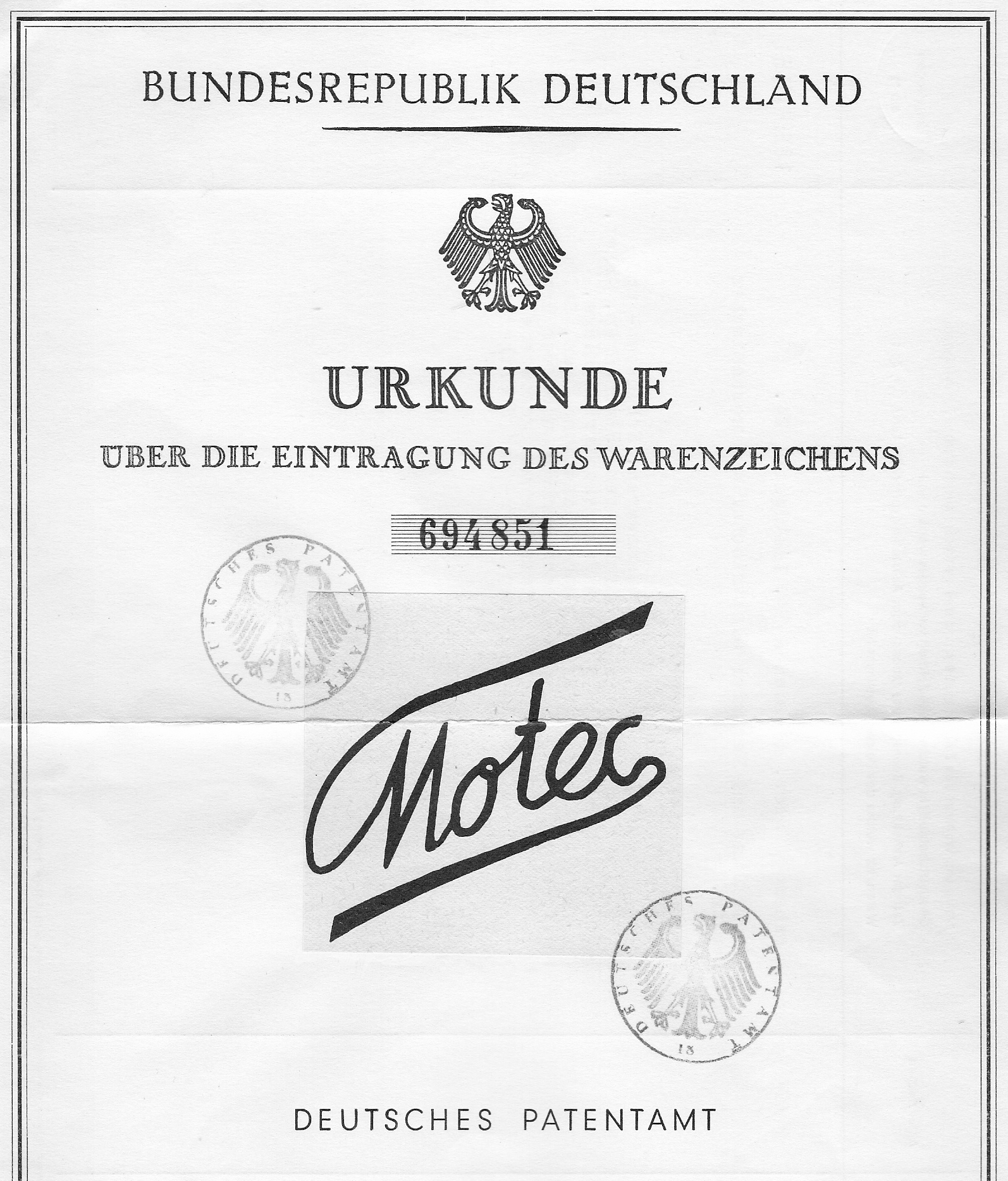
Patenturkunde Motec für die BRD

#### Modelltechnik
Motec (Modelltechnik) umfasste Dampfmaschinen und Dampftraktoren (für Kinder und Lehrzwecke), Metallbaukästen und Bildbetrachter sowie zugehörige Bilder und Filme. Diese wurde als Kleinstserien im Manufakturbetrieb hergestellt.
Unter der Bezeichnung EPD (Eberhard Päßler, Dresden; wegen des Großbuchstabens „D“ im Logo oft fälschlich DEP gelesen) produzierte Päßler Dampfmaschinen bis 1963. Bekannt sind mindestens drei verschiedene Modelle: Eine große Dampfmaschine, Typ D1, mit liegendem Kessel (elektrisch beheizt) und liegendem, feststehendem Zylinder (dessen Gestaltung an Bischoff Dampfmaschinen erinnert); eine kleine Dampfmaschine, Typ DoI(?) oder Do1(?), ebenfalls mit liegendem Kessel, Spiritusbrenner, liegendem Zylinder; sowie ein Dampfmotor mit elektrisch beheiztem Stehkessel, Dampfzylinder in rechteckiger Ummantelung mit angeflanschtem, auskuppelbarem Dynamo (der in der Gestaltung an Märklin Generatoren der 1930er Jahre erinnert). Alle Maschinen sind von sehr hoher technischer Qualität.
Die Produktlinie LAVA vertrieb Kocher, Kochplatten, Herde, Wasserkocher, Toaster, Grillgeräte, Bügeleisen usw. in Großserien für den modernen Haushalt, die auch international wettbewerbsfähig waren. Um eine hohe Qualität zu sichern, wurden die Bleche für die Kocher VI und VII sowie die Toaster T01 und Sirat ursprünglich trotz des chronischen Devisenmangels der DDR aus Schweden bezogen.

#### Einzelgeräte (Auswahl)
- Ab 1966 wurde die Haushaltswaage H10 (bis 10 kg; mit einem Aufsatz auch als Babywaage nutzbar) von der Firma Eberhard Päßler hergestellt. 1971 betrug die Jahresproduktion 120.000 Stück.
- Toaster LAVA T01: entwickelt 1968; 1971 betrug die Jahresproduktion 80.000 Stück; Herstellung wahrscheinlich bis 1987.
Aufgrund seines modernen Designs gehört der T01 zur Sammlung der Pinakothek der Moderne in München und des Deutschen Historischen Museums.
- LAVA-Sirat, ein moderner Zweischeibentoaster[4] (entwickelt 1969) mit Infrarot-Röhren, Sichtscheibe, Krümelfangschale und in der Sonderausstattung Memory-Funktion; Produktion wahrscheinlich bis 1988. Die von der VEB zunächst unverändert hergestellten Geräte verzichteten aus Kostengründen bald auf Krümelfangschale und Sonderfunktionen. Um sich vom Import aus Schweden zu lösen, wurden pulverbeschichtete Bleche verarbeitet. Folglich wurde so ein minderwertiges und damit nicht mehr exportfähiges Gerät produziert. 
Der ursprüngliche LAVA-Sirat gehört ebenfalls zur Sammlung der Pinakothek der Moderne in München und des Deutschen Historischen Museums in Berlin.
- Einzelkocher LAVA EK VII mit stufenloser Regelung.[4]
 Der Doppelkocher LAVA DK VII wurde 1971 entwickelt und ging ab 1972 in die Produktion. Er basierte auf dem Vorgängermodell DK VI wurde noch flacher und damit matarialsparender gebaut. Die optische Signalanzeige war ein Patent von Eberhard Päßler. Die für 1972 geplanten 120.000 Stück in 1. Qualität waren komplett für den westlichen Markt vorgesehen. Meist wurden sie für Handelsketten wie Karstadt, Neckermann oder Bomann mit unterschiedlichen Firmenschildern geliefert. Der DK VII wird bis heute, teilweise unverändert, von verschiedenen Firmen Asiens, West- und Osteuropas hergestellt. Weltweit ist er inzwischen millionenfach nachgebaut worden.
- Wasserkocher Päßler KG, gebaut ab 1950[4]
- LAVA Univerto Grillgerät UTG1 (Infrarotgrill)[4]

### Patente
Patente mussten in der DDR zuerst im Amt für Erfindungs- und Patentwesen der DDR angemeldet werden. Für die westlichen Länder wurden die Patentanträge dann vom Unternehmer, über einen der wenigen in der DDR zugelassenen Patentanwälte, einzeln gestellt. Dabei mussten die besonderen Bedingungen der einzelnen Länder, wie technische Anforderungen, spezielle Stromversorgung oder die jeweiligen Industrienormen beachtet werden. Die dann vergebenen Patentnummern und Warenzeichen der einzelnen Länder wurden in der Regel übernommen und in den Patentverzeichnissen der DDR katalogisiert.
Einzelne Patente (Auswahl): 
Toaster T01: Patentschrift 75 356 (Anmeldetag 8. Mai 1968). Weiterhin bestanden für den T01 Patente für andere Länder, wie BRD, CSSR, Polen, Bulgarien, Rumänien, Jugoslawien, Großbritannien, Österreich, Schweiz, Frankreich, Niederlande, und Belgien.
Zweischeibentoaster Lava Sirat: Patente für DDR, BRD CSSR, Polen, Rumänien, Bulgarien, Jugoslawien, Großbritannien, Österreich, Schweiz und Liechtenstein, Beneluxstaaten, Frankreich, Niederlande, Belgien, Ungarn, UdSSR, Irland, Finnland, Dänemark, Schweden, und Japan (später zurückgezogen).